# Ornebius pendleburyi
Ornebius pendleburyi är en insektsart som beskrevs av Lucien Chopard 1969. Ornebius pendleburyi ingår i släktet Ornebius och familjen Mogoplistidae. Inga underarter finns listade i Catalogue of Life.